# Каргаполов, Юрий Александрович
Юрий Александрович Каргаполов (25 марта 1930, Кунгур, Пермская область — 15 мая 2013) — советский и украинский живописец, мастер пейзажа. Заслуженный художник Украины (2005). Член Союза художников УССР (с 1990 — Национального союза художников Украины).

## Биография
Родился 25 марта 1930 года в городе Кунгур Пермской области. В 1947 году начал художественное образование в мастерской «ИЗО» под руководством В. В. Варжанского, выпускника Петербургской Академии художеств. С 1949 года творчески сотрудничал с житомирским художником М. А. Максименко.
Участник Великой Отечественной войны, с 1949 года — инвалид войны.

## Творчество
Юрий Каргаполов работал преимущественно в жанре лирического пейзажа. В своих работах воспевал природу Житомирского Полесья, Карпат, Беларуси и России. Для его стиля характерны:
- гармоничная цветовая гамма
- философская созерцательность
- тонкая передача световоздушной среды

Основные произведения
- «Ранняя весна» (1975)
- «Первый снег» (1977)
- «Солнце низко» (1979)
- «Весеннее очарование» (1979)
- «Став в Изяславе» (1980)
- «Мелодия весны» (1999)

## Выставки
Участник областных, всеукраинских, всесоюзных и международных выставок с 1954 года. Персональные выставки проходили в Житомире (1980, 2000).

## Награды и звания
- Заслуженный художник Украины (2005)
- Член Национального союза художников Украины (с 1990)

## Память
Произведения хранятся в:
- Житомирском художественном музее
- Краеведческом музее Житомира
- Литературно-мемориальном музее Леси Украинки (Ново-Волынск)
- Токмакской картинной галерее (Днепропетровская область)
- Камчатском краеведческом музее (Россия)